# Индекс потребительских цен
Индекс потребительских цен (ИПЦ, англ. consumer price index, CPI) измеряет изменения с течением времени общего уровня цен на товары и услуги, которые конкретная группа населения приобретает, использует или платит за потребление.
Индекс потребительских цен оценивается как ряд сводных показателей пропорционального изменения от периода к периоду цен на фиксированный набор потребительских товаров и услуг постоянного количества и свойств, приобретаемых, используемых или оплачиваемых населением. Каждый суммарный показатель строится как средневзвешенное значение большого количества элементарных агрегированных показателей.
Каждый из элементарных агрегированных индексов оценивается по выборке цен на определенный набор товаров и услуг, полученных в конкретном регионе или жителями определенного региона из заданного набора торговых точек или других источников потребления товаров и услуг.

## Свойства
- Основывается на фиксированном уровне цен множества товаров и услуг потребительской корзины [источник не указан 918 дней]
- Основной инструмент для расчёта инфляции в США [источник не указан 918 дней]
- Распространенный показатель изменения стоимости жизни [источник не указан 918 дней]
- Является индексом Ласпейреса, поскольку при расчёте ИПЦ используется потребительская корзина базового года [источник не указан 918 дней]

В России Федеральная служба государственной статистики публикует индексы потребительских цен, которые характеризуют уровень инфляции. В качестве базового периода выступает предыдущий месяц или декабрь предыдущего года.
В США базовый период: 1982-84 = 100.
Периодичность: Публикуется ежемесячно (обычно 15 числа в 8:30 по E.T.) Федеральным бюро статистики труда США и содержит данные за прошедший месяц.
Примечание: стержневой индекс потребительских цен, выявляющий тенденцию скрытой инфляции, рассчитывается без учёта нестабильных цен на продукты питания и электроэнергию.

## Расчёт
Индекс потребительских цен рассчитывается как результат деления суммы произведений цен текущего года и выпусков базового года на сумму произведений уровня цен и выпусков базового года. Результат выражается в процентах (домножается на 100 %).
{\displaystyle CPI=I_{L}={\frac {\Sigma (Q_{i}^{0}\cdot P_{i}^{t})}{\Sigma (Q_{i}^{0}\cdot P_{i}^{0})}}}.
Где: {\displaystyle Q_{i}^{0}} — выпуск i-го товара в базовом году
{\displaystyle P_{i}^{0}} — цена i-го товара в базовом году
{\displaystyle P_{i}^{t}} — цена i-го товара в текущем году

## Индекс потребительских цен против дефлятора ВВП
И дефлятор ВВП, и ИПЦ являются инструментами для расчёта уровня инфляции в стране; эти два индекса существенно различаются. Во-первых, дефлятор ВВП, в отличие от ИПЦ, основывается на размере текущей потребительской корзины (имеется в виду текущего, а не базисного года), то есть является индексом Пааше. Также, индекс потребительских цен включает в себя только конечные потребительские товары, в то время как дефлятор — все конечные товары и услуги, учитываемые в ВВП. ИПЦ переоценивает уровень инфляции, в то время как дефлятор ВВП наоборот, недооценивает. При подсчёте ИПЦ учитываются импортные товары, а дефлятор — лишь товары и услуги, произведённые на территории страны. К тому же, дефлятор ВВП не имеет того недостатка, что ИПЦ, а именно включает в себя изменения цен на новые товары и услуги, в отличие от последнего.

## Проблемы методологии
Наиболее спорным моментом обычно является методология определения состава потребительской корзины как по наполнению, так и по изменению. В корзину входят в определённой пропорции потребляемые в среднем продукты питания, одежда, электроэнергия, содержание жилого помещения и транспортных средств, медицинское обслуживание, отдых и образование. Для адекватного отражения изменений уровня потребительских затрат, корзина должна ориентироваться на реальную структуру потребления. Тогда со временем она может меняться. Например, в 1992 году мобильная связь не была предметом массового потребления и не могла включаться в корзину. Игнорирование затрат на мобильную связь для современного потребителя просто абсурдно. В то же время, если в корзину взять только проводную телефонную связь, она будет сопоставимой по сути, но не сопоставимой по объёму использования. Любое изменение в составе корзины, как внесение новых товаров, так и изменение пропорций, делает несопоставимыми предыдущие данные с текущими. Индекс потребительских цен искажается. Если сравнить показатели, полученные на основе новой корзины с показателями на основе неизменной корзины, они могут отличаться, иногда на очень большую величину.
С другой стороны, если не менять корзину, то через некоторое время она перестанет соответствовать реальной структуре потребления. Она будет давать сопоставимые результаты, но эти результаты не будут соответствовать изменению реальных затрат на потребление, не будут отражать их реальную динамику.